# Suspiria (Goblin)
| Recensione      | Giudizio       |
| --------------- | -------------- |
| Ondarock        | Pietra miliare |
| All Music Guide | 4,5/5          |

Suspiria è il terzo album in studio del gruppo musicale italiano Goblin, pubblicato nel 1977. L'album contiene la colonna sonora dell'omonimo film  diretto da Dario Argento.

## Il disco
Pubblicato in Italia dalla Cinevox, sempre nel 1977 il disco venne pubblicato anche in Giappone dall'etichetta King Japan.

## Tracce
LP 1977
Tutti i brani interamente composti dai Goblin.
1. Suspiria – 6:01
2. Witch – 3:12
3. Opening to the Sighs – 0:32
4. Sighs – 5:16
5. Markos – 4:05
6. Black Forest – 6:08
7. Blind Concert – 6:16
8. Death Valzer – 1:51

CD Giappone
1. Suspiria – 6:01
2. Witch – 3:12
3. Opening to the Sighs – 0:32
4. Sighs – 5:16
5. Markos – 4:05
6. Black Forest – 6:08
7. Blind Concert – 6:16
8. Death Valzer – 1:51
9. Suspiria [Celesta and Bells] – 1:34
10. Suspiria (Narration) – 1:48
11. Suspiria (Intro) – 0:32
12. Markos [alternate version] – 4:09

## Formazione
- Claudio Simonetti - Mellotron (suono di: archi, organo di chiesa & cori), organo Elka, violini Logan, Celesta, pianoforte elettrico Fender Rhodes, pianoforte, sintetizzatori Moog (Minimoog & System 55), voce (su Suspiria)
- Massimo Morante - chitarra elettrica e acustica, Buzuki, voce
- Fabio Pignatelli - basso Fender Precision e Rickenbacker 4001, Tabla, chitarra acustica, voce
- Agostino Marangolo - batteria, voce, percussioni
- Antonio Marangolo - sassofono (su Black Forest)
- Maurizio Guarini (non creditato) - tastiere, sintetizzatori Moog

## Altri usi
- La prima traccia è stata utilizzata durante le finali del nuoto sincronizzato alle XXX Olimpiadi di Londra dalla compagine russa, che si è aggiudicata la medaglia d'oro.[3]
- I primi secondi del brano "Suspiria",  sono stati usati da Marilyn Manson come apertura dei suoi concerti nel 2012